# نوک‌گوه‌ای زنگوله‌ای
نوک‌گوه‌ای زنگوله‌ای (نام علمی: Psophodes occidentalis) نام یک گونه از سرده نوک‌شلاقی‌ها است.